# فريق قوات صلاح الدين
فريق قوات صلاح الدين هو فريق رياضي عراقي سابق، يقع مقره في الحبانية، تأسس تحت اسم «فريق الفرقة الثالثة» والذي كان مقره في بعقوبة قبل انتقاله إلى الحبانية، شارك في دوري المؤسسات (بغداد) من موسم 1962–63 حتى موسم 1972–73، ونافس في دوري المؤسسات (العراق) في موسم 1973-74. بعد إدخال نظام الأندية إلى كرة القدم العراقية، غادر معظم لاعبي الفريق للانضمام إلى نادي الجيش ونادي صلاح الدين.

## الإنجازات
- دوري المؤسسات - بغداد
  - الفائز (1): 1965–66
  - الوصيف (3): 1962–63، 1963–64، 1969–70
- دوري المؤسسات الدرجة الثانية
  - الفائز (1): 1961-62
- كأس المثابرة - بغداد
  - الفائز (2): 1963، 1966
  - الوصيف (1): 1964